# Un monde agité
Pour plus de détails, voir Fiche technique et Distribution.
Un monde agité est un film français réalisé par Alain Fleischer en 1998 et sorti en 2000.

## Fiche technique
- Titre : Un monde agité
- Réalisation : Alain Fleischer
- Scénario : Alain Fleischer
- Production : Cinémathèque française - Les Films d'ici
- Pays :  France
- Genre : documentaire
- Durée : 87 minutes
- Date de sortie : France - 2000[1]